# Donbas

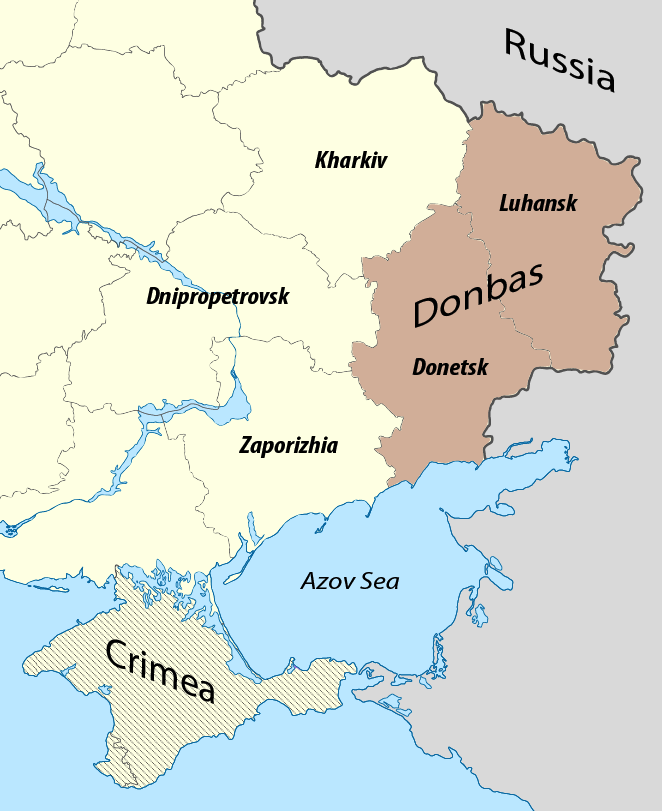
Vị trí và phạm vi của Donbas ở Ukraina.

Donbas (tiếng Ukraina: Донбас) hoặc Donbass (tiếng Nga: Донба́сс) là một khu vực của Ukraina mà Nga đang tìm cách sáp nhập về mình. Về mặt từ nguyên, Donbas hình thành từ Donetskyi basein trong tiếng Ukraina (còn Donbass từ Donetskiy bassein trong tiếng Nga) có nghĩa là lưu vực sông Donetsk. Có nhiều quan niệm về phạm vi của khu vực này, nhưng phổ biến hơn cả là Donbas bao gồm hai tỉnh (oblast) Donets và Luhansk. Đây là một vùng công nghiệp khai thác than quan trọng ở Ukraina suốt từ cuối thế kỷ XIX. Về mặt địa lý, nó nằm ở Đông Ukraina giáp với tỉnh Rostov ở phía Nam của Nga và với biển Azov.

## Lịch sử
Trước giữa thế kỷ XVII, Donbas là vùng tương đối hoang vu. Sau đó, những người Cossack sông Đông đã đến đây định cư. Cho đến giữa thế kỷ XVIII, vùng Donbas nằm dưới sự cai trị của nhà nước Het'manshchyna của người Cossack và Hãn quốc Krym. Sau đó, Đế quốc Nga đã chinh phạt Het'manshchyna và thôn tính Hãn quốc Krym, nên Donbas thành thuộc Nga. Sau cuộc nội chiến Nga 1917-1922, Donbas thuộc Cộng hòa xã hội chủ nghĩa Xô viết Ukraina (quốc gia này lại nằm trong Liên Xô). Năm 1991, Ukraina độc lập và Donbas là lãnh thổ của Ukraina. Vào thời điểm tổng điều tra dân số năm 1989 của Liên Xô, có tới 45% dân số Donbas là người Nga. Từ tháng 3 năm 2014, sau khi Chính quyền Ukraina có một số chính sách không có lợi cho người dân tộc Nga ở Ukraina, như không cho người Nga ở Ucraina nói tiếng Nga, mà phải sử dụng tiếng Ucraina, từ đó nhiều người Nga đã đấu tranh bằng vũ trang chống lại chính quyền Ukraina.

### Thời kỳ cổ đại, thời trung đại và thời kỳ đế quốc Nga
Bản đồ của liên minh Cuman-Kipchak ở Âu-Á c. 1200
Khu vực này là nơi sinh sống trong nhiều thế kỷ của các bộ lạc du mục khác nhau như Scythia, Alans, Huns, Bulgars, Pechenegs, Kipchaks, Turco-Mongols, Tatars và Nogais. Khu vực ngày nay được gọi là Donbas phần lớn không có dân cư cho đến nửa sau của thế kỷ 17, khi Don Cossacks thành lập các khu định cư lâu dài đầu tiên trong khu vực.
Thị trấn đầu tiên trong vùng được thành lập vào năm 1676, được gọi là Solanoye (nay là Soledar), được xây dựng để kinh doanh có lãi là khai thác các trữ lượng muối đá mới được phát hiện. Được biết đến với cái tên "Cánh đồng hoang" (tiếng Ukraina: дике поле, cột đê), khu vực ngày nay được gọi là Donbas phần lớn thuộc quyền kiểm soát của Cossack Hetmanate Ukraina và Hãn quốc Crimean của người Turk cho đến giữa cuối thế kỷ 18, khi Đế chế Nga đã chinh phục Hetmanate và sát nhập Khanate.
Vào cuối thế kỷ 18, nhiều người Nga , Serb và Hy Lạp đã di cư đến khu vực này. Nước Nga thời Sa hoàng đặt tên cho các vùng lãnh thổ bị chinh phục là "Nước Nga mới" (tiếng Nga: Новоро́ссия, Novorossiya). Khi Cách mạng Công nghiệp diễn ra khắp châu Âu, nguồn tài nguyên than khổng lồ của khu vực, được phát hiện vào năm 1721, bắt đầu được khai thác vào giữa cuối thế kỷ 19.
Bản đồ của Cánh đồng hoang có dân cư thưa thớt vào thế kỷ 17
Tại thời điểm này, cái tên Donbas được sử dụng để chỉ khu vực có trữ lượng than lớn nhất dọc theo sông. thành lập. Sự nổi lên của ngành công nghiệp than đã dẫn đến sự bùng nổ dân số trong khu vực, phần lớn là do những người định cư Nga.  Khu vực này được quản lý dưới tên gọi các quận Bakhmut, Slovianserbsk và Mariupol của Tỉnh trưởng Yekaterinoslav . [ cần dẫn nguồn ]
Donetsk, thành phố quan trọng nhất trong khu vực ngày nay, được thành lập vào năm 1869 bởi doanh nhân người xứ Wales John Hughes trên địa điểm của thị trấn Zaporozhian Cossack cũ của Oleksandrivka. Hughes đã xây dựng một nhà máy thép và thành lập một số công ty liên kết trong khu vực. Thành phố được đặt theo tên ông là "Yuzovka" (tiếng Nga: Юзовка). Với sự phát triển của Yuzovka và các thành phố tương tự, một lượng lớn nông dân không có đất từ các tỉnh ngoại vi của Đế chế Nga đã đến tìm việc làm.
Theo Điều tra dân số của Đế quốc Nga năm 1897, người Ukraine ("Người Nga nhỏ", trong ngôn ngữ chính thức của đế quốc) chiếm 52,4% dân số trong khu vực, trong khi người dân tộc Nga chiếm 28,7%.  Người dân tộc Hy Lạp, Đức, Do Thái và Tatars cũng có mặt đáng kể ở Donbas, đặc biệt là ở quận Mariupol , nơi họ chiếm 36,7% dân số. Mặc dù vậy, người Nga vẫn chiếm phần lớn lực lượng lao động công nghiệp. Người Ukraine chiếm ưu thế ở các vùng nông thôn, nhưng các thành phố thường chỉ có người Nga sinh sống, những người đến tìm việc trong các ngành công nghiệp nặng của khu vực. Những người Ukraine chuyển đến các thành phố để làm việc đã nhanh chóng được hòa nhập vào tầng lớp công nhân nói tiếng Nga.

### Nội chiến Nga và thời kỳ Xô Viết (1918–1991)
Áp phích tuyên truyền của Liên Xô Nga từ năm 1921 có nội dung "Donbas là trái tim của nước Nga".
Vào tháng 4 năm 1918, quân đội trung thành với Cộng hòa Nhân dân Ukraine đã giành quyền kiểm soát các phần lớn của khu vực. Trong một thời gian, các cơ quan chính phủ của nó hoạt động ở Donbas cùng với các cơ quan tương đương của Chính phủ Lâm thời Nga của họ.  Nhà nước Ukraine , nước kế thừa của Cộng hòa Nhân dân Ukraine, đã có thể đưa khu vực này vào quyền kiểm soát của mình trong một thời gian ngắn với sự giúp đỡ của các đồng minh Đức và Áo-Hung .
Trong Nội chiến Nga 1917–22 , Nestor Makhno, người chỉ huy Quân đội nổi dậy Cách mạng Ukraine , là nhà lãnh đạo được yêu thích nhất ở Donbas.
Cùng với các vùng lãnh thổ khác có người Ukraine sinh sống, Donbas được sáp nhập vào Cộng hòa xã hội chủ nghĩa Xô viết Ukraine sau cuộc Nội chiến Nga. Cossacks trong khu vực đã bị thu hồi trong giai đoạn 1919–1921. Người Ukraine ở Donbas bị ảnh hưởng rất nhiều bởi nạn đói Holodomor năm 1932–33 và chính sách Nga hóa của Joseph Stalin . Vì hầu hết người dân Ukraine là nông dân nông thôn, họ phải gánh chịu gánh nặng của nạn đói.
Donbas bị ảnh hưởng nhiều bởi Chiến tranh thế giới thứ hai . Trước chiến tranh, vùng Donbas bị tàn phá bởi nghèo đói và thiếu lương thực. Việc chuẩn bị cho chiến tranh dẫn đến việc kéo dài ngày làm việc của các công nhân trong nhà máy, trong khi những người làm sai tiêu chuẩn cao bị bắt giữ.  Thủ lĩnh của Đức Quốc xã Adolf Hitler coi các nguồn lực của Donbas là rất quan trọng đối với Chiến dịch Barbarossa . Do đó, Donbas đã phải hứng chịu sự chiếm đóng của Đức Quốc xã trong suốt năm 1941 và 1942.
Hàng ngàn lao động công nghiệp bị trục xuất sang Đức để sử dụng trong các nhà máy. Tại nơi sau đó được gọi là Stalino Oblast , nay là Donetsk Oblast , 279.000 dân thường đã thiệt mạng trong quá trình chiếm đóng. Tại Voroshilovgrad Oblast, nay là Luhansk Oblast , 45.649 người đã thiệt mạng.  Cuộc tấn công chiến lược Donbas năm 1943 của Hồng quân đã đưa Donbas trở lại quyền kiểm soát của Liên Xô. Chiến tranh đã gây ra hậu quả nghiêm trọng, khiến khu vực này bị tàn phá và giảm dân số.
Trong quá trình tái thiết Donbas sau khi Chiến tranh thế giới thứ hai kết thúc, một lượng lớn công nhân Nga đã đến để tái định cư khu vực, làm thay đổi thêm sự cân bằng dân số. Năm 1926, 639.000 người dân tộc Nga cư trú tại Donbas.  Đến năm 1959, dân số gốc Nga là 2,55 triệu người. Sự Nga hóa đã được nâng cao hơn nữa bởi cuộc cải cách giáo dục của Liên Xô 1958–59, dẫn đến việc gần như xóa bỏ tất cả các trường dạy tiếng Ukraina ở Donbas. Vào thời điểm Điều tra dân số Liên Xô năm 1989 , 45% dân số của Donbas cho biết dân tộc của họ là người Nga.  Năm 1990, Interfront of the Donbass được thành lập như một phong trào chống lại nền độc lập của Ukraine.

### Ở Ukraine độc lập (1991–2014)
Tượng đài Don Cossacks ở Luhansk . "Cho các con trai của vinh quang và tự do"
Trong cuộc trưng cầu dân ý về nền độc lập của Ukraine năm 1991 , 83,9% cử tri ở Donetsk Oblast và 83,6% ở Luhansk Oblast ủng hộ nền độc lập khỏi Liên Xô . Tỷ lệ cử tri đi bầu là 76,7% ở Donetsk Oblast và 80,7% ở Luhansk Oblast.  Vào tháng 10 năm 1991, một đại hội của các đại biểu Đông Nam Bộ từ tất cả các cấp chính quyền đã diễn ra tại Donetsk, nơi các đại biểu yêu cầu liên bang hóa.
Nền kinh tế của khu vực suy thoái nghiêm trọng trong những năm sau đó. Đến năm 1993, sản xuất công nghiệp sụp đổ và mức lương trung bình giảm 80% kể từ năm 1990. Donbas rơi vào khủng hoảng, nhiều người cáo buộc chính quyền trung ương mới ở Kyiv quản lý yếu kém và bỏ bê. Các công nhân khai thác than ở Donbas đình công vào năm 1993, gây ra một cuộc xung đột được sử gia Lewis Siegelbaum mô tả là "cuộc đấu tranh giữa vùng Donbas và phần còn lại của đất nước". Một lãnh đạo cuộc đình công nói rằng người dân Donbas đã bỏ phiếu cho độc lập vì họ muốn "quyền lực được trao cho các địa phương, xí nghiệp, thành phố", chứ không phải vì họ muốn quyền lực tập trung cao độ được chuyển từ "Moscow đến Kyiv".
Cuộc đình công này được theo sau bởi một cuộc trưng cầu dân ý tham vấn năm 1994 về các câu hỏi hiến pháp khác nhau ở các tòa nhà Donetsk và Luhansk, được tổ chức đồng thời với cuộc bầu cử quốc hội đầu tiên ở Ukraine độc lập.  Những câu hỏi này bao gồm liệu tiếng Nga có nên được công bố là ngôn ngữ chính thức của Ukraine hay không, liệu tiếng Nga có nên là ngôn ngữ hành chính ở các khu vực Donetsk và Luhansk hay không, liệu Ukraine có nên liên bang hóa hay không và liệu Ukraine có nên có quan hệ chặt chẽ hơn với Cộng đồng các quốc gia độc lập hay không .
Gần 90% cử tri đã bỏ phiếu ủng hộ các đề xuất này.  Không có ngôn ngữ nào trong số đó được thông qua: Ukraine vẫn là một quốc gia đơn nhất , Ukraine được giữ lại làm ngôn ngữ chính thức duy nhất, và Donbas không giành được quyền tự trị.  Tuy nhiên, các tiền đạo của Donbas đã giành được nhiều nhượng bộ kinh tế từ Kyiv, cho phép giảm bớt cuộc khủng hoảng kinh tế trong khu vực.
Các cuộc đình công nhỏ tiếp tục diễn ra trong suốt những năm 1990, mặc dù các yêu cầu về quyền tự chủ đã giảm dần. Một số trợ cấp cho các ngành công nghiệp nặng Donbas đã bị loại bỏ và nhiều mỏ đã bị đóng cửa bởi chính phủ Ukraine do các cải cách tự do hóa do Ngân hàng Thế giới thúc đẩy .  Leonid Kuchma , người đã thắng cuộc bầu cử tổng thống năm 1994 với sự ủng hộ từ Donbas và các khu vực khác ở miền đông Ukraine, đã được bầu lại làm tổng thống Ukraine vào năm 1999 .  Tổng thống Kuchma viện trợ kinh tế cho Donbas, sử dụng tiền phát triển để có được sự ủng hộ chính trị trong khu vực.
Quyền lực ở Donbas tập trung vào một tầng lớp chính trị trong khu vực, được gọi là giới tài phiệt , vào đầu những năm 2000. Tư nhân hóa các ngành công nghiệp nhà nước dẫn đến nạn tham nhũng tràn lan. Nhà sử học khu vực Hiroaki Kuromiya mô tả tầng lớp tinh hoa này là "gia tộc Donbas", một nhóm người kiểm soát quyền lực kinh tế và chính trị trong khu vực. Các thành viên nổi bật của "gia tộc" bao gồm Viktor Yanukovych và Rinat Akhmetov . Sự hình thành của chế độ đầu sỏ, kết hợp với tham nhũng, dẫn đến nhận thức của Donbas là "khu vực kém dân chủ nhất và nham hiểm nhất ở Ukraine".
Trong cuộc bầu cử tổng thống Ukraine năm 2010 , hầu hết người dân ở Donbas đã bỏ phiếu cho Viktor Yanukovych .
Một nỗ lực ngắn nhằm giành quyền tự chủ của các chính trị gia và quan chức ủng hộ Viktor Yanukovych đã được thực hiện vào năm 2004 trong cuộc Cách mạng Cam . Cái gọi là Cộng hòa Tự trị Đông Nam Ukraine được dự định bao gồm 9 khu vực Đông Nam của Ukraine . Dự án được khởi xướng vào ngày 26 tháng 11 năm 2004 bởi Hội đồng Luhansk Oblast, và đã bị Hội đồng Donetsk Oblast ngừng vào tháng sau. Vào ngày 28 tháng 11 năm 2004, tại Sievierodonetsk , cái gọi là Đại hội đại biểu nhân dân và đại biểu hội đồng địa phương lần thứ nhất toàn Ukraine đã diễn ra, do những người ủng hộ Viktor Yanukovych tổ chức.
Tổng cộng có 3.576 đại biểu từ 16 thủ hiến của Ukraine, Crimea và Sevastopol đã tham gia đại hội, tuyên bố đại diện cho hơn 35 triệu công dân. Thị trưởng Moscow Yurii Luzhkov và một cố vấn của Đại sứ quán Nga có mặt trong đoàn chủ tịch. Đã có những lời kêu gọi bổ nhiệm Viktor Yanukovych làm tổng thống hoặc thủ tướng Ukraine , vì tuyên bố thiết quân luật ở Ukraine, giải tán Verkhovna Rada , thành lập các lực lượng tự vệ và thành lập một nhà nước Đông Nam liên bang với thủ đô của nó ở Kharkiv .
Tuy nhiên, Thị trưởng Donetsk Oleksandr Lukyanchenko tuyên bố rằng không ai muốn tự trị, mà là tìm cách ngăn chặn các cuộc biểu tình Cách mạng Cam đang diễn ra vào thời điểm đó ở Kyiv và thương lượng một thỏa hiệp. Sau chiến thắng của Cách mạng Cam, một số người trong ban tổ chức đại hội đã bị buộc tội "xâm phạm sự toàn vẹn lãnh thổ và bất khả xâm phạm của Ukraine", nhưng không có kết án nào được đưa ra.
Ở các vùng khác của Ukraine trong những năm 2000, Donbas thường bị coi là có "văn hóa côn đồ", là "kẻ xấu xa của Liên Xô", và "lạc hậu". Viết trên tờ báo Narodne slovo năm 2005, nhà bình luận Viktor Tkachenko nói rằng Donbas là nơi có " cột thứ năm ", và việc nói tiếng Ukraina trong khu vực là "không an toàn cho sức khỏe và tính mạng của một người".  Nó cũng được miêu tả là quê hương của chủ nghĩa ly khai thân Nga. Donbas là nơi có số lượng thành phố và làng mạc được đặt theo tên của các nhân vật Cộng sản cao hơn đáng kể so với phần còn lại của Ukraine. Bất chấp mô tả này, các cuộc khảo sát được thực hiện trong thập kỷ đó và trong suốt những năm 1990 cho thấy sự ủng hộ mạnh mẽ đối với việc ở lại Ukraine và sự ủng hộ không đáng kể đối với chủ nghĩa ly khai.

### Chiến tranh Nga-Ukraine bùng nổ (2014–2022)
Bản đồ khu vực trong giai đoạn xung đột đóng băng của cuộc chiến Donbas, từ khi kết thúc Trận Debaltseve năm 2015 cho đến khi Nga tiến hành hoạt động quân sự tại Ukraine vào tháng 2 năm 2022.
Từ đầu tháng 3 năm 2014, các cuộc biểu tình của các nhóm thân Nga và chống chính phủ đã diễn ra ở Donbas, như một phần hậu quả của Cách mạng Nhân phẩm và phong trào Euromaidan. Các cuộc biểu tình này, sau khi Liên bang Nga sáp nhập Crimea, và là một phần của một nhóm rộng lớn hơn các cuộc biểu tình đồng thời ủng hộ Nga trên khắp miền nam và miền đông Ukraine , đã leo thang vào tháng 4 năm 2014 thành một cuộc chiến giữa các lực lượng ly khai do Nga hậu thuẫn. Cộng hòa Nhân dân Donetsk và Luhansk tự xưng (DPR và LPR tương ứng), và chính phủ Ukraine.  Giữa cuộc xung đột đó, các nước cộng hòa tự xưng đã tổ chức trưng cầu dân ý về tình trạng của các tòa tháp Donetsk và Luhansk vào ngày 11 tháng 5 năm 2014. Trong các cuộc trưng cầu dân ý, bị Ukraine coi là bất hợp pháp và không dân chủ, khoảng 90% đã bỏ phiếu vì sự độc lập của DPR và LPR.
Các cuộc biểu tình ban đầu ở Donbas phần lớn là những biểu hiện bất bình bản địa đối với chính phủ Ukraine mới,  và sự tham gia của Nga trong giai đoạn này chỉ giới hạn ở việc họ lên tiếng ủng hộ các cuộc biểu tình. Sự nổi lên của phe ly khai ở Donetsk và Luhansk bắt đầu như một nhóm nhỏ ngoài rìa của những người biểu tình, độc lập với sự kiểm soát của Nga.  Tuy nhiên, tình trạng bất ổn này chỉ phát triển thành một cuộc xung đột vũ trang do quân đội Nga hậu thuẫn cho những gì từng là một nhóm bên lề trong Chiến tranh Nga-Ukraine . Do đó, theo lời của nhà sử học Hiroaki Kuromiya, xung đột là "được thiết kế bí mật và ngụy trang khéo léo bởi những người bên ngoài". Sự ủng hộ hạn chế cho chủ nghĩa ly khai ở Donbas trước khi chiến tranh bùng nổ, và rất ít bằng chứng ủng hộ một cuộc nổi dậy vũ trang.  Những tuyên bố của Nga rằng những người nói tiếng Nga ở Donbas đang bị chính phủ Ukraine đàn áp hoặc thậm chí bị " diệt chủng ", buộc họ phải can thiệp, là sai sự thật.
Giao tranh tiếp tục diễn ra trong suốt mùa hè năm 2014 và đến tháng 8 năm 2014, "Chiến dịch chống khủng bố" của Ukraine đã có thể thu hẹp đáng kể lãnh thổ dưới sự kiểm soát của các lực lượng thân Nga, và gần giành lại quyền kiểm soát biên giới Nga-Ukraine. .  Để đối phó với tình hình ngày càng xấu đi ở Donbas, Nga từ bỏ cách tiếp cận được gọi là " chiến tranh hỗn hợp " và bắt đầu tiến hành hoạt động quân sự  khu vực.  Kết quả hành động can thiệp quân sự của Nga, quân nổi dậy DPR và LPR đã giành lại phần lớn lãnh thổ mà họ đã mất trong cuộc tấn công quân sự trước đó của chính phủ Ukraine. Chỉ có sự can thiệp này của Nga mới ngăn cản được một giải pháp tức thời của Ukraine đối với cuộc xung đột.  Điều này buộc phía Ukraine phải tìm kiếm việc ký kết một thỏa thuận ngừng bắn.  Được gọi là Nghị định thư Minsk , được ký kết vào ngày 5 tháng 9 năm 2014.  Vì điều này không ngăn chặn được giao tranh, một thỏa thuận khác, được gọi là Minsk II đã được ký vào ngày 12 tháng 2 năm 2015.  Thỏa thuận này kêu gọi sự tái hòa nhập cuối cùng. của các nước cộng hòa Donbas vào Ukraine, với một mức độ tự trị. Mục đích của sự can thiệp của Nga vào Donbas là thiết lập các chính phủ thân Nga, sau khi tái sáp nhập vào Ukraine, sẽ tạo điều kiện thuận lợi cho suy luận của Nga trong chính trị Ukraine.  Các thỏa thuận Minsk do đó rất có lợi cho phía Nga, vì việc thực hiện các thỏa thuận này sẽ hoàn thành các mục tiêu này.  Xung đột dẫn đến một cuộc di cư rộng lớn khỏi Donbas: một nửa dân số trong khu vực buộc phải rời bỏ nhà cửa của họ.  Một báo cáo OHCHR của LHQcông bố ngày 3 tháng 3 năm 2016 cho biết, kể từ khi xung đột nổ ra vào năm 2014, chính phủ Ukraine đã đăng ký 1,6 triệu người di tản trong nội bộ đã rời Donbas đến các vùng khác của Ukraine. Hơn 1 triệu người được cho là đã trốn đi nơi khác, chủ yếu là đến Nga. Vào thời điểm báo cáo, 2,7 triệu người được cho là tiếp tục sống trong các khu vực nằm dưới sự kiểm soát của DPR và LPR, chiếm khoảng một phần ba Donbas.
Bất chấp các thỏa thuận Minsk, các cuộc giao tranh cường độ thấp dọc theo đường liên lạc giữa chính phủ Ukraine và các khu vực do Nga kiểm soát vẫn tiếp diễn cho đến năm 2022. Kể từ khi bắt đầu xung đột, đã có 29 lần ngừng bắn, mỗi lần có hiệu lực vô thời hạn, nhưng không có lệnh nào trong số đó ngừng bạo lực.  Điều này khiến cuộc chiến được gọi là " xung đột đóng băng ".  Vào ngày 11 tháng 1 năm 2017, chính phủ Ukraine đã thông qua kế hoạch tái hòa nhập phần Donbas bị chiếm đóng và dân số của nó vào Ukraine. Kế hoạch sẽ trao cho các thực thể chính trị do Nga hậu thuẫn kiểm soát một phần khu vực bầu cử và đã được Zerkalo Nedeli mô tảnhư "cấy một tế bào ung thư vào cơ thể Ukraine."  Điều này không bao giờ được thực hiện và bị công chúng phản đối.
Một cuộc khảo sát năm 2018 của Nhóm xã hội học "Đánh giá" cư dân của các vùng Donbas do Ukraine kiểm soát cho thấy 82% người được hỏi tin rằng không có sự phân biệt đối xử với những người nói tiếng Nga ở Ukraine.  Chỉ 11% nhìn thấy một số bằng chứng về sự phân biệt đối xử.  Cuộc khảo sát tương tự cũng cho thấy 71% số người được hỏi không ủng hộ việc Nga can thiệp quân sự để "bảo vệ" cộng đồng nói tiếng Nga, chỉ 9% ủng hộ hành động đó.( Lưu ý khảo sát do Mỹ và phương tây tài trợ)  Một cuộc khảo sát khác của Rating, được thực hiện vào năm 2019, cho thấy chỉ 23% trong số những người Ukraine được thăm dò ý kiến ủng hộ việc cấp quy chế tự trị Donbas, trong khi 34% ủng hộ ngừng bắn và "đóng băng" xung đột, 23% ủng hộ hành động quân sự để khôi phục các vùng lãnh thổ Donbas bị chiếm đóng và 6% ủng hộ việc tách các vùng lãnh thổ này khỏi Ukraine.

### Cuộc tấn công toàn diện của Nga vào Ukraine (2022 – nay)
Nga chính thức công nhận nền độc lập của các nước cộng hòa Donetsk và Luhansk vào ngày 21 tháng 2 năm 2022, đã giết chết các thỏa thuận Minsk một cách hiệu quả. Sau đó, Nga tiến hành một cuộc tấn công toàn diện mới vào Ukraine vào ngày 24 tháng 2 năm 2022, mà Tổng thống Nga Vladimir Putin nói là nhằm bảo vệ người dân Donbas khỏi sự ngược đãi và diệt chủng của chính phủ Ukraine. DPR và LPR tham gia hoạt động của Nga;

## Kinh tế và Tài nguyên
Donbas bị chi phối bởi ngành công nghiệp nặng, chẳng hạn như khai thác than và luyện kim. Khu vực này lấy tên từ viết tắt của thuật ngữ "Bể chứa than Donets" (tiếng Ukraina: Донецький вугільний басейн, tiếng Nga: Донецкий угольный бассейн), tuy nhiên, việc khai thác than hàng năm đã giảm kể từ những năm 1970. Donbas đại diện cho một trong những nơi có trữ lượng than lớn nhất ở Ukraine với trữ lượng ước tính khoảng 60 tỷ tấn than. Khai thác than ở Donbas được tiến hành ở độ sâu rất sâu, khoảng 600 mét (2.000 ft) dưới bề mặt, trong khi khai thác than antraxit và bitum có giá trị hơn diễn ra ở độ sâu khoảng 1.800 mét (5.900 ft). Trước khi bắt đầu chiến tranh trong khu vực vào tháng 4 năm 2014, các tòa nhà Donetsk và Luhansk đã cùng nhau sản xuất khoảng 30% hàng xuất khẩu của Ukraine. Các ngành công nghiệp khác ở Donetsk có thể giống với Donbas bao gồm lò cao và thiết bị luyện thép, toa chở hàng đường sắt, máy cắt kim loại, máy đào hầm, máy thu hoạch nông nghiệp và hệ thống máy cày, đường ray, toa khai thác, đầu máy điện, xe quân sự, máy kéo và máy xúc. Khu vực này cũng sản xuất các mặt hàng tiêu dùng như máy giặt gia dụng, tủ lạnh, tủ đông, TV, giày da và xà phòng vệ sinh. Hơn một nửa sản lượng của nó được xuất khẩu, và khoảng 22% được xuất khẩu sang Nga. [60]
Vào giữa tháng 3 năm 2017, Tổng thống Ukraine Petro Poroshenko đã ký sắc lệnh tạm thời cấm vận chuyển hàng hóa đến và đi khỏi lãnh thổ do Cộng hòa Nhân dân Donetsk tự xưng và Cộng hòa Nhân dân Luhansk kiểm soát, nghĩa là kể từ đó Ukraine không mua than từ các Bể than Donets.